# Калник (посёлок)
Калник (хорв. Kalnik) — община с центром в одноимённом посёлке на севере Хорватии, в  Копривницко-Крижевацкой жупании. Население — 336 человек в самом посёлке и 1376 человек во всей общине (2011). Подавляющее большинство населения — хорваты (99 %). В состав общины, кроме Калника, входят ещё 7 деревень.
Все населённые пункты общины, включая Калник, находятся на южных склонах холмистой гряды Калник близ границы с Вараждинской жупанией.  В 10 км к северу находится город Вараждинске-Топлице (прямая дорога отсутствует, так как здесь проходит гряда Калник), в 15 км к юго-востоку — Крижевцы, в 25 км к востоку — Копривница.
К северу от посёлка Калник на высоте около 500 метров над уровнем моря находятся руины крепости Велики-Калник, построенной в XIII веке во времена короля Белы IV. Из посёлка к крепости ведёт дорога. В самом посёлке сохранилась приходская церковь святого Брчка (Crkva sv. Brcka) с элементами готики и барокко, построенная в XIV веке и неоднократно перестраивавшаяся вплоть до XIX столетия.